# Baltic Pride

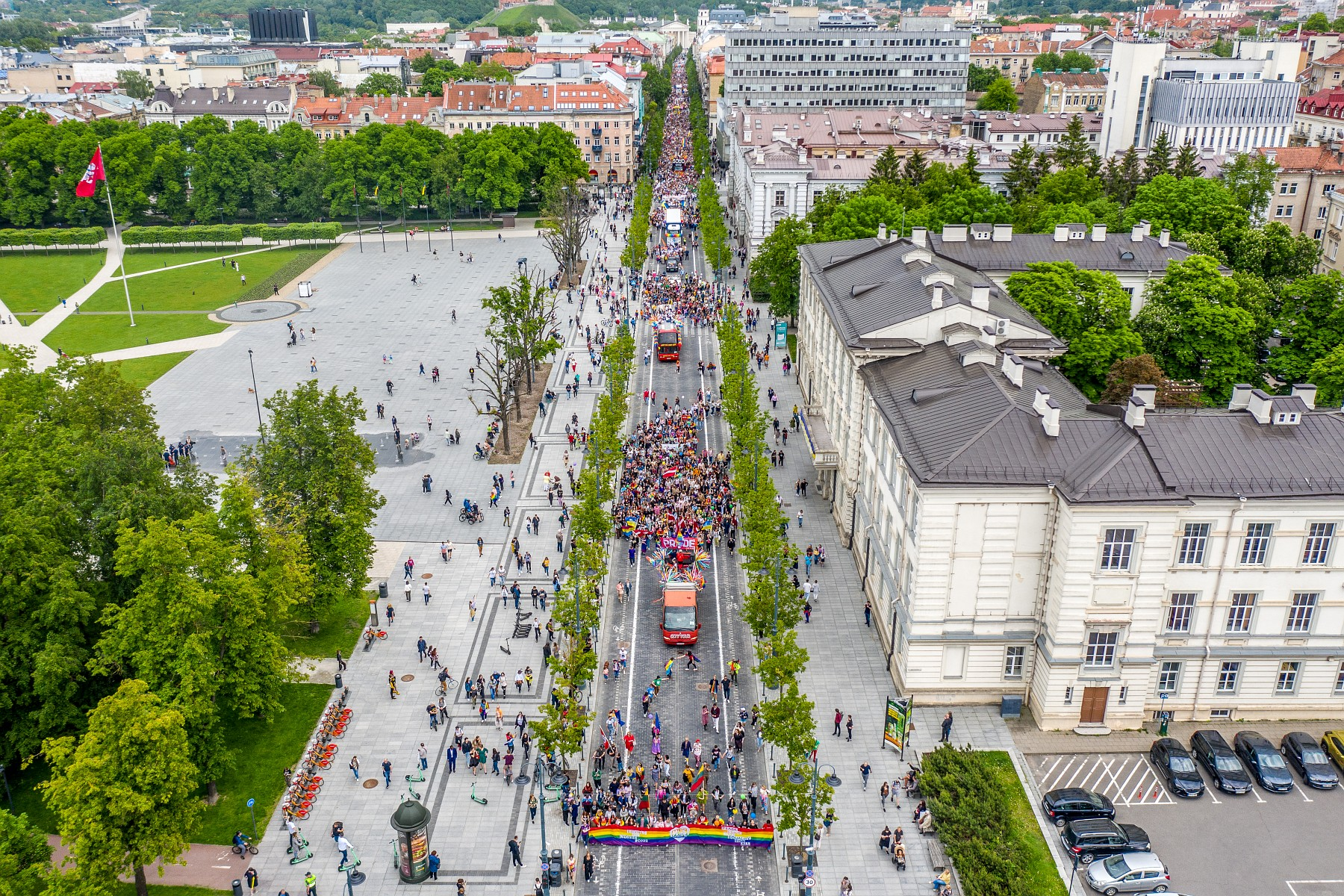
Baltic Pride 2022 (Vilnius)

Il Baltic Pride è una parata per l'orgoglio LGBT che avviene con cadenza annuale a rotazione tra le capitali degli Stati baltici: Tallinn (Estonia), Riga (Lettonia) e Vilnius (Lituania). Organizzata allo scopo di sostenere i diritti della comunità LGBT, è supportata da ILGA-Europe. Dal 2009, i principali organizzatori sono stati Mozaīka ("Mosaico"), la Lega lituana gay (Organizzazione Nazionale per la tutela dei diritti LGBT*), e la Estonia LGBT Association ("Associazione LGBT* estone").

## Storia

### Lettonia
Il primo evento sull'orgoglio LGBT tenuto in Lettonia ha avuto luogo nel 2005 sotto il nome di Riga Pride e rappresenta l'equivalente locale dei differenti pride nel mondo. L'opposizione politica al Pride emerse dopo che gli organizzatori ricevettero il permesso. Il Primo Ministro della Lettonia Aigars Kalvītis infatti, si oppose pubblicamente alla marcia e il Pride fu ufficialmente sanzionato solo dopo che un tribunale annullò il ritiro del permesso. Il vice sindaco di Riga, Juris Lujāns, rassegnó le dimissioni in segno di protesta.
Nel 2005, a seguito delle manifestazioni omofobiche verificatesi in occasione del primo evento, alcuni membri della comunità LGBT locale, insieme con amici e familiari, si unirono per fondare l'Organizzazione Mozaīka ("Mosaico"), nel tentativo di migliorare la comprensione e la tolleranza per i diritti LGBT in Lettonia.
Dal 2006, l'evento è stato ufficialmente conosciuto come Riga Pride and Friendship Days, ed il programma è stato ampliato al di là della sola sfilata, in modo da includere un servizio ecumenico presso la Chiesa Anglicana di San Salvatore, oltre che seminari sulla tolleranza e i diritti LGBT. Tele evento, interrotto da manifestanti "No Pride", oltre che da altri gruppi, ha portato il Parlamento europeo ad esprimere la propria delusione circa l'incapacita delle autorità lettoni di proteggere adeguatamente la manifestazione.
L'evento si è svolto a Riga nel 2007 e 2008.

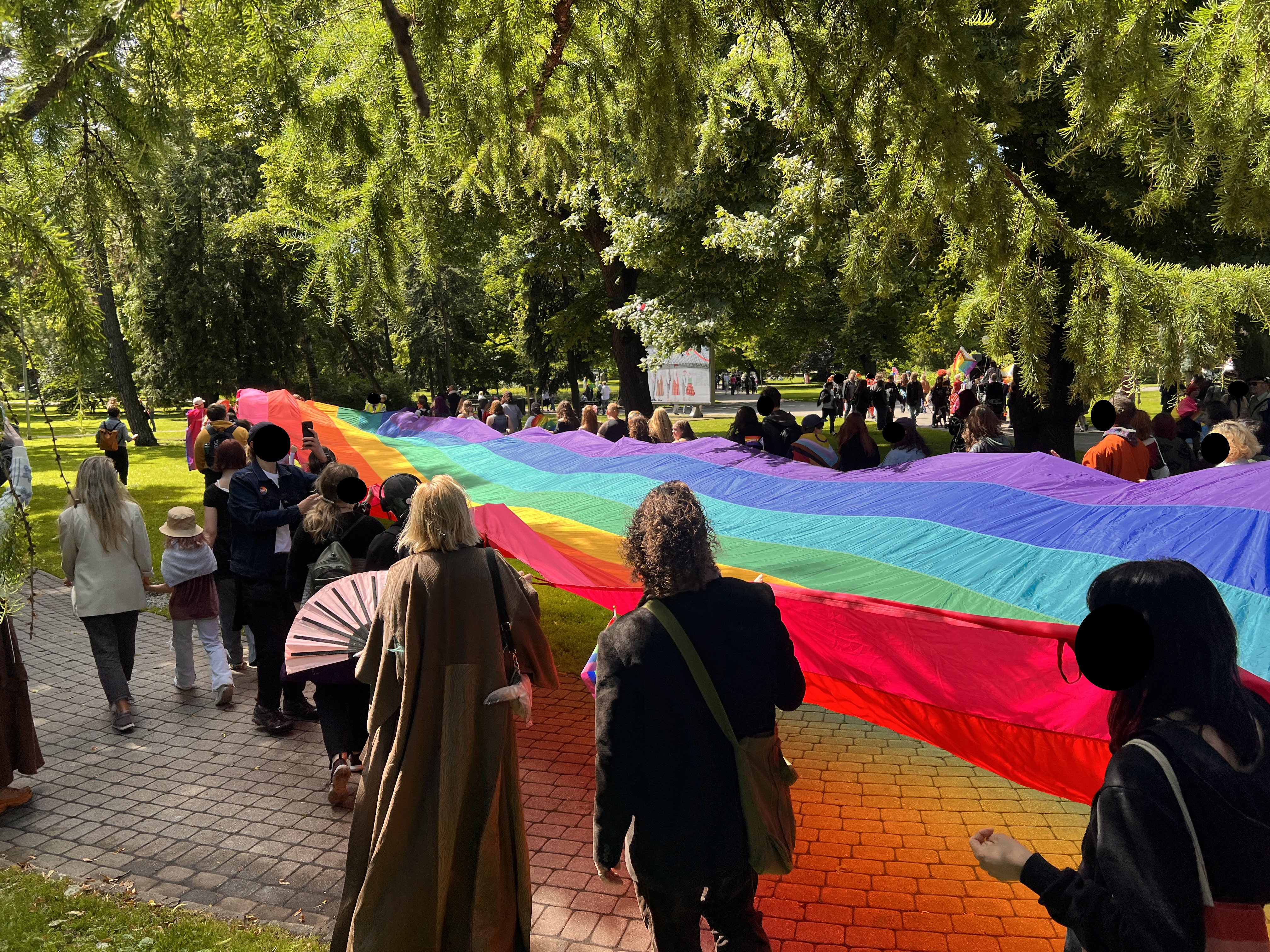
Arrivo della sfilata del Riga Pride 2025 al Giardino Vērmane.

Nel 2009 la marcia è stata autorizzata dal Tribunale amministrativo di Riga. Si è trattato della prima marcia denominata Baltic Pride; da quel momento in poi è iniziata la rotazione annuale tra le varie capitali baltiche, grazie alla collaborazione della Lega lituana gay, di Estonia LGBT Association (fino al 2012 conosciuta come Estone Gay Youth) e i loro eventi di orgoglio locale.
All`Orgoglio Baltico del 2012, 400 persone hanno marciato a sostegno dei diritti LGBT* in Lettonia, e tra questi anche alcuni diplomatici statunitensi desiderosi di mostrare il proprio supporto per la causa.
Nel 2015 la sfilata ha avuto luogo nell'ambito della manifestazione Europride a Riga; è stata la prima volta che uno stato post-sovietico ha realizzato un evento simile.

#### Opposizione
Nel corso degli anni, l'evento è stato minacciato dalle proteste. Nel 2006, il consiglio comunale di Riga in un primo momento ha cercato di negare il permesso per la parata. Dibattiti politici dello stesso tenore avevano caratterizzato il primo Pride nel 2005.
La comunità LGBT lettone si è divisa nei suoi atteggiamenti verso l'evento. Nel febbraio 2007, ILGA-Lettonia ha condotto un sondaggio su 537 persone LGBT: l`82% degli intervistati si è dichiarato non favorevole al futuro Riga Pride and Friendship Days nel 2007, mentre il 7% riteneva che questi eventi potessero contribuire a promuovere la tolleranza verso le minoranze sessuali. ILGA-Latvija, tuttavia, da allora ha cambiato la sua posizione e ora è positiva verso il Riga Pride.

### Lituania
La sfilata ha avuto luogo a Vilnius nel 2010 e 2013. L'evento del 2010 è stata la prima marcia pubblica organizzata in Lituania. Nel 2013 il sindaco di Vilnius ha fatto ogni tentativo per spostare con la forza la sfilata in riva al fiume (dove aveva avuto luogo nel 2010), in una strada molto distante dal centro della città. Il Baltic Pride esercitò il diritto di utilizzare lo stesso percorso delle altre manifestazioni pubbliche.
Il 18 giugno 2016 una folla di 3.000 membri della comunità LGBT* lituana, insieme con i suoi sostenitori, ha partecipato alla Baltic Pride lungo il viale centrale nel centro di Vilnius. La Marcia si è svolta senza incidenti gravi. Il percorso della marcia da Lukiškių Square per Bernardine Garden è pari a 2,3 chilometri. Lukiškių Square per Bernardine Garden pari a 2.3 chilometri.
L`Orgoglio Baltico è stato utilizzato per impugnare la legislazione di "propaganda anti-gay" ed incoraggiare il dibattito pubblico sul riconoscimento giuridico giuridico delle relazioni omosessuali in Lituania.
Il sindaco di Vilnius Remigijus Šimašius, del Liberal Movement, ha dichiarato di non essere contrario al fatto che la città ospiti la parata.
Dopo la marcia i partecipanti si sono riuniti nella Loftas Art Factory per il concerto Baltic Pride Park, in cui si sono esibiti Dana International, DJ Leomeo, LaDiva Live, Maria Sam Katseva, Donny Montell, Ruslanas Kirilkinas and Sasha Song.

### Estonia
A partire dal 2004, la marcia è stata organizzata anche a Tallinn. La città ha ospitato l'orgoglio baltico nel 2011 e nel 2014. Nel 2017 il Baltic Pride Festival è stato ospitato nella capitale estone Tallinn.